# Pèirafòrt
Pèirafòrt (en francès Pierrefort) és un municipi francès situat al departament de Cantal i a la regió d'Alvèrnia-Roine-Alps. L'any 2007 tenia 921 habitants.

## Demografia

### Població
El 2007 la població de fet de Pierrefort era de 921 persones. Hi havia 401 famílies de les quals 150 eren unipersonals (85 homes vivint sols i 65 dones vivint soles), 142 parelles sense fills, 85 parelles amb fills i 24 famílies monoparentals amb fills.
La població ha evolucionat segons el següent gràfic:
Habitants censats

### Habitatges
El 2007 hi havia 607 habitatges, 418 eren l'habitatge principal de la família, 119 eren segones residències i 70 estaven desocupats. 467 eren cases i 130 eren apartaments. Dels 418 habitatges principals, 263 estaven ocupats pels seus propietaris, 114 estaven llogats i ocupats pels llogaters i 40 estaven cedits a títol gratuït; 14 tenien una cambra, 32 en tenien dues, 80 en tenien tres, 113 en tenien quatre i 178 en tenien cinc o més. 272 habitatges disposaven pel capbaix d'una plaça de pàrquing. A 211 habitatges hi havia un automòbil i a 117 n'hi havia dos o més.

### Piràmide de població
La piràmide de població per edats i sexe el 2009 era:
| Homes | Edats   | Dones |
| ----- | ------- | ----- |
| 0     | 95 o +  | 0     |
| 0     | 90 a 94 | 12    |
| 8     | 85 a 89 | 24    |
| 8     | 80 a 84 | 20    |
| 16    | 75 a 79 | 44    |
| 32    | 70 a 74 | 48    |
| 28    | 65 a 69 | 16    |
| 32    | 60 a 64 | 40    |
| 16    | 55 a 59 | 24    |
| 48    | 50 a 54 | 28    |
| 40    | 45 a 49 | 12    |
| 60    | 40 a 44 | 36    |
| 28    | 35 a 39 | 60    |
| 24    | 30 a 34 | 28    |
| 32    | 25 a 29 | 36    |
| 8     | 20 a 24 | 0     |
| 36    | 15 a 19 | 24    |
| 32    | 10 a 14 | 28    |
| 32    | 5 a 9   | 40    |
| 12    | 0 a 4   | 20    |

## Economia
El 2007 la població en edat de treballar era de 518 persones, 383 eren actives i 135 eren inactives. De les 383 persones actives 367 estaven ocupades (198 homes i 169 dones) i 16 estaven aturades (7 homes i 9 dones). De les 135 persones inactives 51 estaven jubilades, 28 estaven estudiant i 56 estaven classificades com a «altres inactius».

### Ingressos
El 2009 a Pierrefort hi havia 403 unitats fiscals que integraven 816 persones, la mediana anual d'ingressos fiscals per persona era de 15.147 €.

### Activitats econòmiques
Dels 77 establiments que hi havia el 2007, 6 eren d'empreses alimentàries, 3 d'empreses de fabricació d'altres productes industrials, 14 d'empreses de construcció, 18 d'empreses de comerç i reparació d'automòbils, 6 d'empreses de transport, 4 d'empreses d'hostatgeria i restauració, 4 d'empreses financeres, 1 d'una empresa immobiliària, 10 d'empreses de serveis, 8 d'entitats de l'administració pública i 3 d'empreses classificades com a «altres activitats de serveis».
Dels 27 establiments de servei als particulars que hi havia el 2009, 1 era una gendarmeria, 1 oficina de correu, 2 oficines bancàries, 5 tallers de reparació d'automòbils i de material agrícola, 1 paleta, 2 guixaires pintors, 3 fusteries, 3 lampisteries, 2 electricistes, 1 empresa de construcció, 3 perruqueries i 3 veterinaris.
Dels 8 establiments comercials que hi havia el 2009, 2 eren botigues de més de 120 m², 4 carnisseries, 1 una llibreria i 1 una botiga de material esportiu.
L'any 2000 a Pierrefort hi havia 33 explotacions agrícoles que ocupaven un total de 2.262 hectàrees.

## Equipaments sanitaris i escolars
L'únic equipament sanitari que hi havia el 2009 era una farmàcia.
El 2009 hi havia una escola elemental. Pierrefort disposava d'un col·legi d'educació secundària amb 78 alumnes.

## Poblacions més properes
El següent diagrama mostra les poblacions més properes.